# داگ اویستاین اندشو
داگ اویستاین اندشو (Dag Øistein Endsjø) (متولد در ۱۹۶۸) یک استاد نروژی در دانشگاه برگن، نروژ در تاریخ ادیان است. او متخصص در رابطه بین ادیان و تمایلات جنسی، مذاهب و حقوق بشر، و ارتباط بین مذهب یونانی و مسیحیت اولیه است. اندشو برای کتاب "سکس و ادیان. تعالیم و احرام در تاریخ ادیان" شناخته شده است، که به هفت زبان منتشر شده است، و کتاب "باورهای همتای یونانی معاد و موفقیت مسیحیت"، که نشان می دهد که چگونه باورهای مسیحی به اعتقادات رستاخیز یونان باستان در رستاخیز و جاودانگی فیزیکی متصل است. 

## آثار
Sex and Religion. Teachings and Taboos in the History of World Faiths. Reaktion Books 2011 .
Det folk vil ha. Religion og populærkultur. Universitetsforlaget 2011 (ادیان و فرهنگ عامه) (با Liv Ingeborg Lied).
Greek Resurrection Beliefs and the Success of Christianity. Palgrave Macmillan 2009.
Primordial Landscapes, Incorruptible Bodies. Peter Lang 2008.